# French Kiwi Juice
French Kiwi Juice, pseudonimo di Vincent Fenton (Tours, 26 marzo 1990), è un polistrumentista francese di origini neozelandesi.

## Biografia
Ha iniziato la carriera musicale nel 2012 pubblicando brani su SoundCloud. Il suo album di debutto, intitolato French Kiwi Juice, è stato pubblicato il 3 marzo 2017. Nello stesso anno si è esibito in svariati festival, tra cui Coachella, Euphoria, CRSSD, Lollapalooza e Lightning in a Bottle.
Due anni più tardi esce Ylang Ylang EP. Nel 2022 ha pubblicato l'album Vincent.

## Discografia

### Album in studio
- 2017 – French Kiwi Juice
- 2021 – Just Piano
- 2022 – Vincent

### EP
- 2019 – Ylang Ylang EP